# Grup Escolar Ramon Albó
El Grup Escolar Ramon Albó és una escola de Castellterçol (Moianès) inclosa a l'Inventari del Patrimoni Arquitectònic de Catalunya.

## Descripció
Edifici aïllat de planta baixa amb coberta a quatre vessants. La façana principal és simètrica amb obertures rectangulars i un porxo central amb la porta d'entrada d'arc de mig punt motllurat; a sobre de cada finestra hi ha un petit òcul circular.